# سيد عبد الله (ممثل)
سيد عبد الله حافظ (حوالي 1920 -1975 ) هو ممثل مصري.

## حياته ومسيرته
مواليد عشرينات القرن الماضي وتوفي في السبعينات، مسيرته السينمائية بدأت أوائل خمسينات القرن 20، واستمر يؤدي الأدوار الصغيرة في السينما حتى النصف الأول من السبعينات. كما عمل في بعض المسلسلات التلفزيونية، وكانت حصيلة أعماله 88 عملاً في التمثيل بين السينما والمسرح.
كان أول ظهور له في ستة أفلام عام 1951 وهي:
«أنا الماضي» للمخرج عز الدين ذو الفقار
«ابن النيل» للمخرج يوسف شاهين
«وداعاً يا غرامي» للمخرج عمر جميعي
«السبع أفندي» للمخرج أحمد خورشيد.
«طيش الشباب» للمخرج أحمد كامل مرسي.
«أسرار الناس» للمخرج حسن الإمام.
كان أخر ظهور له في فيلمين عام 1974:
«أرملة ليلة الزفاف» للمخرج السيد بدير.
«2-1-0» للمخرج محمد فاضل (مخرج).

## وصلات خارجية
- سيد عبد اللهعلى موقع السينما
- سيد عبد الله على موقع دهليز
- سيد عبد الله على موقع الأيام
- سيد عبد الله على موقع كاروهات